# لی نا اون
لی نا-اون (کره‌ای: 이나은؛ زادهٔ ۵ مه ۱۹۹۹)، همچنین با نام نااون (انگلیسی: Naeun) نیز شناخته می‌شود، خواننده و بازیگر اهل کره جنوبی است. او قبلاً یکی از اعضای گروه اپریل بوده‌است. در کنار فعالیت‌های گروهی، او به عنوان بازیگر به خاطر بازی در ای-تین (۲۰۱۸)، ای-تین ۲ (۲۰۱۹) و تو فوق‌العاده‌ای (۲۰۱۹) شناخته می‌شود. او همچنین مجری برنامهٔ اینکیگایو از اکتبر ۲۰۱۹ تا فوریه ۲۰۲۱ بوده‌است.

## فیلم‌شناسی

### مجموعه‌های تلویزیونی
| سال  | عنوان                          | نقش         | توضیحات      | منابع |
| ---- | ------------------------------ | ----------- | ------------ | ----- |
| ۲۰۱۷ | پدرم عجیبه                     |             | حضور افتخاری |       |
| ۲۰۱۷ | مودولاو                        | نا اون      |              |       |
| ۲۰۱۹ | پادشاه هیپ هاپ - Nassna Street | سونگ ها-جین |              |       |
| ۲۰۱۹ | تو فوق‌العاده‌ای                 | یو جو-دا    |              | [ ۱ ] |

### مجموعه اینترنتی
| سال  | عنوان          | نقش      | توضیحات      | منابع |
| ---- | -------------- | -------- | ------------ | ----- |
| ۲۰۱۸ | ای-تین         | کیم هانا |              |       |
| ۲۰۱۹ | ای-تین ۲       | کیم هانا |              | [ ۲ ] |
| ۲۰۱۹ | من یک راز دارم | کیم هانا | حضور افتخاری |       |
| ۲۰۲۰ | بیست بیست      | کیم هانا | حضور افتخاری |       |

### برنامه‌های تلویزیونی
| سال       | عنوان                       | نقش         | منابع |
| --------- | --------------------------- | ----------- | ----- |
| ۲۰۱۷      | من بازیگرم                  | شرکت کننده  |       |
| ۲۰۱۸–۲۰۱۹ | یک شب سرگرمی                | گزارشگر     | [ ۳ ] |
| ۲۰۱۹      | آشپزی ناهار دبیرستان        | میزبان      | [ ۴ ] |
| ۲۰۱۹–۲۰۲۱ | اینکیگایو                   | میزبان      | [ ۵ ] |
| ۲۰۲۰      | دریافت زیبایی ۲۰۲۰          | مجری اصلی   | [ ۶ ] |
| ۲۰۲۰      | رؤیای من رایان است          | دانشجو معلم | [ ۷ ] |
| ۲۰۲۰      | رستوران غذای مدرسه (급식당) | مجری        |       |
| ۲۰۲۰      | اس‌بی‌اس گایو دجون            | مجری        | [ ۸ ] |

### برنامه رادیویی
| سال       | عنوان     | نقش       | منابع |
| --------- | --------- | --------- | ----- |
| ۲۰۲۰–۲۰۲۱ | Avengirls | مجری جمعه | [ ۹ ] |